# Adam Pine
Adam Pine (ur. 28 lutego 1976 w Lismore) – australijski pływak, dwukrotny medalista olimpijski w sztafecie (członek sztafet w biegach eliminacyjnych), medalista mistrzostw świata na krótkim basenie i na basenie 50 m.
Pływał w wyścigach eliminacyjnych sztafety 4 x 100 m stylem dowolnym w Fukuoce w 2001, która w finale zdobyła złoty medal mistrzostw świata na długim basenie.

## Sukcesy

### Igrzyska Olimpijskie
| Olimpiada   | Rok  | Konkurencja               | Rezultat    | Miejsce   |
| ----------- | ---- | ------------------------- | ----------- | --------- |
| Sydney 2000 | 2000 | 4 x 100 m stylem dowolnym | 3.13,67 min | 1.miejsce |
| Sydney 2000 | 2000 | 4 x 100 m stylem zmiennym | 3.35,27 min | 2.miejsce |

### Mistrzostwa świata
- 1998 Perth –  (sztafeta 4 x 100 dowolnym)
- 2001 Fukuoka –  (sztafeta 4 x 100 dowolnym)

### Mistrzostwa świata (basen 25 m)
- 2002 Moskwa –  (50 m motylkowym)
- 2002 Moskwa –  (100 m motylkowym)
- 2002 Moskwa –  (sztafeta 4 x 100 m zmiennym)
- 2006 Szanghaj –  (sztafeta 4 x 100 m zmiennym)
- 2008 Manchester –  (50 m motylkowym)
- 2008 Manchester –  (100 m motylkowym)